# Centrix Financial Grand Prix of Denver 2003
Centrix Financial Grand Prix of Denver 2003 var den femtonde deltävlingen i CART World Series 2003. Tävlingen kördes den 31 augusti i Denver, Colorado. Bruno Junqueira räddade sig kvar i mästerskapskampen, genom att ta sin andra seger för säsongen. Mästerskapsledaren Paul Tracy slutade dock fyra, vilket begränsade effekten av Junqueiras seger.

## Slutresultat
| Plats | Förare              | Team                      | Grid | Kvaltid  |
| ----- | ------------------- | ------------------------- | ---- | -------- |
| 1     | Bruno Junqueira     | Newman/Haas Racing        | 1    | 1.01,438 |
| 2     | Sébastien Bourdais  | Newman/Haas Racing        | 3    | 1.01,547 |
| 3     | Oriol Servià        | Patrick Racing            | 2    | 1.01,477 |
| 4     | Paul Tracy          | Forsythe Racing           | 9    | 1.02,056 |
| 5     | Adrián Fernández    | Fernández Racing          | 4    | 1.01,583 |
| 6     | Michel Jourdain Jr. | Team Rahal                | 10   | 1.02,141 |
| 7     | Mario Domínguez     | Herdez Competition        | 14   | 1.02,993 |
| 8     | Darren Manning      | Walker Racing             | 7    | 1.01,869 |
| 9     | Alex Tagliani       | Rocketsports Racing       | 11   | 1.02,287 |
| 10    | Mario Haberfeld     | Conquest Racing           | 8    | 1.02,050 |
| 11    | Jimmy Vasser        | Spirit Team Johansson     | 13   | 1.02,944 |
| 12    | Geoff Boss          | Dale Coyne Racing         | 19   | 1.04,193 |
| 13    | Tiago Monteiro      | Fittipaldi-Dingman Racing | 5    | 1.01,628 |
| 14    | Mika Salo           | PK Racing                 | 17   | 1.03,875 |
| 15    | Ryan Hunter-Reay    | Spirit Team Johansson     | 12   | 1.02,447 |
| 16    | Roberto Moreno      | Herdez Competition        | 16   | 1.03,275 |
| 17    | Patrick Carpentier  | Forsythe Racing           | 6    | 1.01,804 |
| 18    | Gualter Salles      | Dale Coyne Racing         | 18   | 1.03,891 |
| 19    | Rodolfo Lavín       | Walker Racing             | 15   | 1.03,166 |